# Aiping Wang Fülepp
Aiping Wang Fülepp ali Aiping Wang (kitajsko: 爱平王; pinjin: Aiping Wang, izgovorjeno kot Áiping Wong), kitajska duhovna učiteljica, ki poučuje Life Technology, * 1952, Nančang, provinca Džjangši, Kitajska.

## Družinsko življenje
Aiping Wang se je rodila leta 1952 v komunistični  družini v Nančangu na Kitajskem. V času Kulturne revolucije je morala oditi delat na kitajsko podeželje. V prvem zakonu se ji je rodila hči Lele Sun, ki je postala strokovnjakinja za Ji džing (Yi Jing). Leta 1989 je Aiping odpotovala v Jugoslavijo in tam spoznala hrvaškega poslovneža Aleksandra Füleppa, s katerim se je nato poročila in mu kasneje rodila enega sina.

## Dosežki

### Posvetna kariera
Pri 18 letih je postala znana igralka v Pekinški operi, vendar je igralsko kariero opustila. Na Univerzi v Amoju je nato diplomirala iz področja angleškega jezika in filozofije, v času univerzitetnega študija pa je bila tudi predsednica tamkajšnje študetske organizacije.  Nato je postala bančni uradnik ter si kasneje na Univerzi v Nančangu pridobila tudi univerzitetno izobrazbo s področja ekonomije ter v službi dosegla položaj direktorice za tuja zavarovanja za področje province Džjangši. Leta 1986 si je pridobila tudi univerzitetno izobrazbo s področja Tradicionalne kitajske medicine, pa tudi iz uradne medicine.

### Duhovna kariera
Ko je morala Aiping zaradi Kulturne revolucije bivati na kitajskem podeželju, je pričela z vsakodnevno vadbo borilne veščine Kung fu. Aiping Wang se je v svojem življenju učila od sedmih mojstrov čigunga. Med letoma 1972 in 1979 je vadila tako gibajoči se čigung kot tudi čigung meditacijo. Leta 1980 je po preizkušanju več zvrsti čigunga spoznala mojstrico Džjang (Jiang), ki jo je naučila tim. Prenatalni naravni čigung, za katerega je značilno, da se energija (či prenaša preko govora.  Aiping Wang je znanje o tem čigungu prenesla tudi na Zahod, na Hrvaško in v  Slovenijo. Tam je postopoma oblikovala svjo lastno čigung metodo, ki jo je imenovala Čigong metoda Aiping Wang (v izrazu je Aiping Wang za čigung uporabila dejansko izgovorjavo čigong). To je bila osnova za razvoj duhovne tehnologije, ki jo je Aiping poimenovala Life Technology, v kateri je Aiping Wang Fülepp nato v letih 1992–1994 v ZDA v Phoenixu razvila metodo Shen Qi in kasneje v letih 1999 in 2000 še metodo fenomenizma. Leta 1998 je osnovala tim. Phenomena Academy na Novi Zelandiji.
Aiping Wang deluje tudi kot profesorica na univerzi za tradicionalno kitajsko kulturo v provinci Džjangši, ima položaj svetovalke Kitajskega združenja za znanstveno raziskovanje čigonga, velemojstrica Ameriškega centra za raziskovanje čigonga, profesorica Kitajskega izobraževalnega inštituta za Ameriko in je članica Svetovnega akademskega društva za medicinski čigong.

## Nasprotujoča si mnenja o Aiping Wang Fülepp
Več o tem v članku o Life Technology
Life Technology in Aiping Wang sta zaradi neobičajnega življenjskega stila, življenjskih pogledov in naukov ter višine cen doživela več velikih pretresov in ostrih kritik. Wangovo so zaradi suma treh kaznivih dejanj posebno hude telesne poškodbe v Sloveniji leta 1992 kazensko ovadili, ker so trije sladkorni bolniki, ki so se odrekli jemanju zdravil, padli v tako imenovano sladkorno komo. Višje sodišče jo je leta 1997 oprostilo, saj slušateljem ni nikoli izrecno naročila, naj opustijo zdravila. Do podobnih procesov je nato konec devetdesetih let prišlo na Hrvaškem. Aiping Wang se je uspelo rešiti tudi iz pravnih težav na Hrvaškem. Na Novi Zelandiji je nato leta 2004 prišlo do tretjega vala napadov na duhovnost Aiping Wang. Kljub temu novozelandske oblasti po kasnejšem nadzoru kvalitete v tamkanjšnjem izobraževalnem sistemu Life Technology niso odkrile nepravilnosti.